# مکس رندشمیت
مکس رندشمیت (آلمانی: Max Rendschmidt؛ زادهٔ ۱۲ دسامبر ۱۹۹۳) قایقران کانو اهل آلمان است.
وی در مسابقات کشوری و بین‌المللی در مجموع برندهٔ ۱۲ مدال طلا، ۴ مدال نقره، ۱ مدال برنز شده‌است.